# Ojo de Agua
Ojo de Agua é uma cidade hondurenha do departamento de Comayagua.